# Péter Szász
Pour les articles homonymes, voir Szász.
Péter Szász (1927–1983) est un réalisateur, scénariste et critique hongrois.

## Biographie
Péter Szász est né le 12 août 1927, à Budapest. Il est scénariste et réalisateur de cinéma connu en particulier pour ses films La Belle et le Tzigane (1957) et Hors jeu sorti en 1976. Il remporte le Prix Béla Balázs en 1977.
Il est le père de János Szász lui aussi réalisateur. Il meurt le 1er février 1983 à Hambourg.

## Filmographie
- 1954 : Fel a fejjel
- 1956 : Professeur Hannibal
- 1957 : À minuit
- 1958 : La Belle et le Tzigane (scénariste)
- 1960 : Füre lépni szabad
- 1966 : És akkor a pasas...
- 1971 : Tiens-toi aux nuages (Kapaszkodj a fellegekbe!), coréalisé avec Boris Grigoriev
- 1976 : Hors jeu  (Szépek és bolondok)

## Distinctions
- 1977 : Prix Béla Balázs